# Bozsik István (labdarúgó)
Bozsik István (Kispest, 1924. március 8. – Budapest, 1953. szeptember 2.) labdarúgó, kapus. Bozsik József bátyja. A sportsajtóban Bozsik I néven volt ismert.

## Pályafutása
1941-ben, 17 évesen már a Kispest első csapatának kapusa volt. Jó teljesítményének köszönhetően Budapest-válogatottságig jutott a második világháború idején. Pályafutását tüdőbetegsége miatt kellett befejezni. 1953-ban gümőkór következtében hunyt el.

## Sikerei, díjai
- Magyar bajnokság
  - 9.: 1942–43